# Melissoptila cacerensis
Melissoptila cacerensis är en biart som beskrevs av Urban 1998. Melissoptila cacerensis ingår i släktet Melissoptila och familjen långtungebin. Inga underarter finns listade i Catalogue of Life.